# Časová osa války Izraele s Hamásem (květen 2024)
Toto je část časové osy války Izraele s Hamásem. Obsahuje časové období od 1. května do 31. května 2024.

## Středa 1. května
Podle vysokého představitele Hamásu by se jeho vedení, pokud bude okolnostmi donuceno, přestěhovalo z Kataru do Jordánska. Podle bývalého jordánského ministra informací Jordánsko nedovolí žádné nejordánské organizaci, aby působila na jeho území, a dále řekl, že Jordánsko... není hotel.
Podle rozvojového programu OSN bude trvat přibližně 80 let, než se podaří obnovit všechny zničené domy v Pásmu Gazy. Podle palestinských dat bylo během izraelských útoků zničeno 80 000 domů. Samotná obnova si vyžádá 30 až 40 miliard dolarů.
Podle palestinského ministerstva zdravotnictví počet osob zabitých v Pásmu Gazy stoupl 34 568.

## Čtvrtek 2. května
Podle izraelské televizní stanice Channel 12 news téměř všechna vojenská stanoviště izraelské armády podél hranice s Pásmem Gazy neprošla rutinní kontrolou provedenou 4. října 2023, tedy 3 dny před útokem Hamásu. Vojákům na základnách se např. nepodařilo zabránit ve vstupu nepovolaných osob. Inspektorům se podařilo na základnách získat citlivé materiály, vynést zbraně či vstoupit do operačních prostor. Podle reakce IOS na reportáž se... jednalo o rutinní inspekci a nezkoumal se scénář simulující náhlý útok tisíců teroristů, jak k tomu došlo 7. října.
Podle libanonských médií egyptský návrh o příměří zahrnuje 3 fáze a řeší všechny maximalistické požadavky Hamásu. V první čtyřicetidenní fázi by Hamás propustil 33 zadržovaných rukojmí za dočasné přerušení bojů a izraelské stažení se z obydlených oblastí Pásma Gazy, stažení se z většiny částí koridoru Necarim, povolení příjezdu až 500 kamionů s humanitární pomocí denně a zrušení leteckého dohledu na Pásmem Gazy. První fáze by mohla trvat přibližně rok. V druhé fázi Hamás propustí všechny zbývající mužské civilisty a vojáky výměnou za úplné stažení se Izraele z Pásma Gazy a propuštění nespecifikovaného počtu palestinských vězňů. Třetí fáze zahrnuje výměnu mrtvých obou stran a realizaci plánu obnovy Pásma Gazy. Hamás by během další 5 let nemohl obnovovat svou vojenskou infrastrukturu. Podle ISW je plán v rozporu s cíli Hamásu, t.j. zničení Izraele. Podle ISW by období příměří poskytlo Hamásu čas na vojenskou obnovu a znovuupevnění politické autority v Pásmu Gazy.
Podle palestinského ministerstva zdravotnictví počet osob zabitých v Pásmu Gazy stoupl 34 596.

## Pátek 3. května
Podle Světové zdravotnické organizace (WHO) se potravinová situace v Pásmu Gazy mírně zlepšila. Přesto riziko hladomoru stále hrozí. Podle Izraele je na vině OSN a nevládní organizace, které nedistribuují potravinovou pomoc dostatečně rychle. Podle humanitárních organizací je naopak vinen Izrael, neboť jím uvalená omezení a časté inspekce zpožďují přísun potravin.
Palestinské Brigády národního odporu a PID podnikly minometné útoky na izraelské jednotky ve čtvrti Šejk Iljin. V prostoru koridoru Necarim izraelské jednotky čelily minometným a raketovým útoků Hamásu a PID.
Podle palestinského ministerstva zdravotnictví počet osob zabitých v Pásmu Gazy stoupl 34 622.

## Sobota 4. května
Podle The Times of Israel je Katar připraven přijmout americkou žádost o vyhoštění vůdců Hamásu z Kataru. Dopad případného vyhoštění Hamásu by byl sporný, neboť vůdci Hamásu tráví většinu času v Turecku, kam se uchýlili po 7. říjnu 2023.
Podle palestinského ministerstva zdravotnictví počet osob zabitých v Pásmu Gazy stoupl 34 654.
Palestinské milice pokračovaly v útocích na izraelské jednotky v prostoru koridoru Necarim. Ve střední části Pásma Gazy útočio izraelské letectvo v součinnosti s dělostřelectvem na minometné pozice palestinských milicí. V jižní části Pásma, v Chán Júnisu útočilo izraelské letectvo na odpaliště raket Hamásu.
Podle izraelské armády a Šin bet byl při leteckém útoku v Rafáhu zabit vysoký velitel Palestinského islámského džihádu Iman Zareb. Ten, podle IOS a Šin bet vedl příslušníky PID při útoku na Izrael 7. října 2023 a podílel se i na dalších infiltracích do Izraele v minulých letech. Spolu s ním při útoku zahynuli další 2 příslušníci PID.

## Neděle 5. května
Poté, co izraelská vláda rozhodla o ukončení provozu izraelské pobočky Al Džazíry, provedla izraelská policie razii v hotelovém pokoji v Jeruzalémě, který Al Džazíra používala jako svou kancelář. Podle kanceláře premiéra B. Netanjahua... ohrožuje zpravodajství Al Džazíry národní bezpečnost Izraele. Síť Al Džazíra bude vypnuta do ukončení války v Pásmu Gazy. Al Džazíra ve svém prohlášení nazvala tento akt kriminálním činem... v rozporu s mezinárodním a humanitárním právem.
Podle palestinského ministerstva zdravotnictví počet osob zabitých v Pásmu Gazy stoupl 34 683
Při raketovém útoku na výcvikový prostor IOS poblíž přechodu Kerem Šalom zahynuli 4 izraelští vojáci, dalších 10 bylo zraněno. K útoku se přihlásil Hamás s tím, že k útoky byly použity rakety krátkého doletu. IOS uzavřely dočasně hraniční přechod a vyšetřují, proč nebyl aktivován protiraketový systém Iron Dome.
Podle IOS počet izraelských vojáků padlých v Pásmu Gazy stoupl na 267.

## Pondělí 6. května
Izraelská armáda zahájila evakuaci civilních osob z Rafáhu, který se má stát cílem předem avizované izraelské ofenzivy. Obyvatelé východní části Rafáhu jsou vyzýváni, aby se přesunuli do oblastí al-Mavásí a Chán Júnis, které byly izraelskou armádou vytýčeny jako humanitární zóny.
Víkendová jednání o příměří v Pásmu Gazy uvízla na mrtvém bodě poté, co izraelský premiér B. Netanjahu odmítl požadavek Hamásu, aby se Izrael zavázal k ukončení bojů. Izrael se podle některých zdrojů snaží prostřednictvím výzev k evakuaci Rafáhu vyvíjet tlak na Hamás, aby změnil sůj postoj. Člen politbyra Hamásu Izzat Al-Rashq varoval před vpádem do Rafáhu s tím, že... to nebude pro izraelskou armádu piknikem.
Podle palestinského ministerstva zdravotnictví počet osob zabitých v Pásmu Gazy stoupl 34 735
Americká vláda rozhodla o zastavení dodávek zbraní do Izraele. Stalo se tak údajně na nátlak amerických demokratických kongresmanů, kteří vyzvali amerického prezidenta J. Bidena, aby zaujal pevnější postoj vůči Izraeli. Kongresmanům vadí zejména způsob, jakým Izrael vede válku v Pásmu Gazy a zadržování humanitární pomoci ze strany Izraele. Zdržování zbrojních dodávek by se ale nemělo týkat zbraní určených na obranu, například pro protiraketový systém Iron Dome.

## Úterý 7. května
Spojené státy oficiálně přiznaly, že za zadržením dodávky zbraní pro Izrael stojí americké obavy o civilní ztráty při plánované invazi do Rafahu. Podle jednoho z amerických představitelů USA s izraelskou stranou diskutují o způsobu, jak zajistit humanitární potřeby civilistů v Rafahu. Proto USA zablokovaly jednu zásilku zbraní skládající se z bomb o váze 200 liber, 500 liber a 2000 liber.
Podle prohlášení IOS izraelské jednotky obsadily palestinskou část hraničního přechodu Rafáh. Tento přechod je jediným mezi Pásmem Gazy a Egyptem. Podle izraelských představitelů není jasné, kdy bude přechod uvolněn.
Podle palestinského ministerstva zdravotnictví počet osob zabitých v Pásmu Gazy stoupl 34 789.
Po raketovém útoku z Pásma Gazy na Sderot zaútočilo izraelské letectvo na několik míst obsazených palestinskými militanty. V Bajt Hanúnu zaútočil izraelský dron na skupinu palestinských ozbrojenců.
Ne všichni z 33 rukojmí, které Hamás předá Izraeli budou naživu. Důvodem je, že v první fázi by Hamás měl předat ženy, postarší muže, nemocné a zraněné. Těch ovšem Hamás nemá tolik k dispozici.

## Středa 8. května
Podle Světové zdravotnické organizace (WHO) zásoby paliva pro potřeby zdravotnických zařízení v Pásmu Gazy vydrží 3 dny.
Podle mluvčího IOS D. Hagariho byly neshody mezi Izraelem a USA ohledně dodávky zbraní vyřešeny soukromou cestou. Jsme zodpovědní za bezpečnostní zájmy Izraele a věnujeme pozornost americkým zájmům v této aréně, řekl Hagari na tiskové konferenci. V zablokované dodávce se jednalo o tzv. Joint Direct Attack Munition, které mění tzv. hloupé bomby na přesně naváděné a také bomby malého průměru (SDB-1).
Podle palestinského ministerstva zdravotnictví počet osob zabitých v Pásmu Gazy stoupl 34 844.

## Čtvrtek 9. května
Podle prohlášení IOS opustilo Rafah 150 000 Palestinců. Při bojích izraelské jednotky zabily asi 50 palestinských ozbrojenců. Bylo nalezeno 10 vstupních šachet do tunelů, které byly následně připraveny k likvidaci. Při výbuchu nastražené nálože byli zraněni 4 izraelští vojáci.
Podle IOS od 7. října 2023 zahynulo celkem 716 příslušníků izraelských bezpečnostních sil, z toho 603 příslušníků IOS, 39 příslušníků místní bezpečnosti, 68 policistů a 6 příslušníků Šin bet. Většina z nich zahynula během útoku Hamásu na Izrael 7. října 2023.
Podle palestinského ministerstva zdravotnictví počet osob zabitých v Pásmu Gazy stoupl 34 904.

## Pátek 10. května
Navzdory zadržené zásilce bomb připravuje americká strana další zásilky vojenské pomoci Izraeli. Zásilky by měly obsahovat náboje do tanků, minomety a obrněná taktická vozidla a tzv. munice pro přímý útok (JDAMS).
V Zajtúnu se izraelským jednotkám podařilo v jedné ze škol zajistit ruční zbraně, munici a zpravodajské materiály. Několik komplexních útoků proti izraelským jednotkám provedly palestinské milice v Rafahu za použití termobarických bomb, raketových granátů a protipěchotních raket. Podle ISW operace izraelské armády v Rafahu Hamás nezničí, což dokazuje pokračující aktivita palestinských milicí ve střední a severní části Pásma Gazy.
Podle palestinského ministerstva zdravotnictví počet osob zabitých v Pásmu Gazy stoupl 34 943.
Podle IOS počet izraelských vojáků padlých v Pásmu Gazy stoupl na 271.

## Sobota 11. května
Podle The Washington Post Spojené státy nabídly Izraeli poskytnutí zpravodajských informací o vysokých vůdcích Hamásu výměnou za odložení vojenské operace v Rafáhu.
Mluvčí IOS Daniel Hagari sdělil, že izraelské jednotky operují v Džabalíji s cílem zabránit Hamásu v obnovení vojenské moci v oblasti. Podle Hagariho izraelské jednotky v bojích zabily 30 palestinských militantů.
Hamás ve svém prohlášení sdělil, že britsko-izraelský rukojmí Nadav Popplewell zemřel na následky zranění, která utrpěl při izraelském leteckém útoku před měsícem.
Izraelská armáda vyzvala obyvatele dalších čtvrtí v Rafahu, aby opustili své domovy a přesunuli se do tzv. humanitárních zón. Výzva souvisí s izraelským postupem do centra Rafahu.
Podle palestinského ministerstva zdravotnictví počet osob zabitých v Pásmu Gazy stoupl 34 971.

## Neděle 12. května
V oblasti Zikim otevřel Izrael třetí hraniční přechod do Pásma Gazy. Přechod má sloužit pro přísun humanitární pomoci do Pásma Gazy. Podle izraelské armády, která přechod vybudovala přes něj již prošly desítky kamionů s pomocí.
Podle amerického ministra zahraničí A. Blinkena Izrael postrádá důvěryhodný plán na ochranu palestinských civilistů v Rafáhu. Blinken řekl, že Izrael... riskuje, že způsobí strašlivé škody civilistům, aniž by ukončil přítomnost Hamásu v této oblasti.
Podle palestinského ministerstva zdravotnictví počet osob zabitých v Pásmu Gazy stoupl 35 034.
Podle IOS počet izraelských vojáků padlých v Pásmu Gazy stoupl na 272.

## Pondělí 13. května
Spojené státy ve svém prohlášení vyjádřily znepokojení nad zprávou CNN o bití vězněných Palestinců ze strany izraelských vojáků. Jsme jí znepokojeni a prověřujeme tato a další obvinění ze zneužívání Palestinců ve vazbě, řekl mluvčí ministerstva zahraničí USA Vedant Patel. IOS podle sdělení CNN... prověřují veškerá obvinění z nevhodného chování a nejsou si vědomy incidentů nezákonného spoutání.
Americký velvyslanec v Izraeli Jack Lew v rozhovoru pro izraelskou televizní stanici Channel 12 sdělil, že... byla zadržena pouze jedna sada munice a že všechno ostatní stále proudí. Mezi Izraelem a USA se v zásadě se nic nezměnilo v základním vztahu.
Podle OSN byl při střelbě na vozidlo OSN zabit indický zaměstnanec Oddělení bezpečnosti a ochrany OSN (UNDSS). Podle IOS bylo zasaženo v bojové zóně a izraelská armáda nebyla o pohybu vozidel OSN informována. Podle OSN vozidlo bylo jasně označeno a jeho plánované přesuny byly předem oznámeny izraelským úřadům. OSN ale neupřesnila, kdo je za útok zodpovědný. V současném konfliktu se jedná o prvního zabitého zaměstnance OSN.
Podle IOS bylo během dne při bojích v Pásmu Gazy těžce zraněno celkem 5 izraelských vojáků. Podle IOS izraelské letectvo zasáhlo celkem 120 cílů po celém Pásmu Gazy. Pozemní boje probíhaly jak v Rafáhu, tak v Džabalíji. Další izraelské jednotky operovaly ve čtvrti Zajtún, v Gaze.
Podle palestinského ministerstva zdravotnictví počet osob zabitých v Pásmu Gazy stoupl 35 091.

## Úterý 14. května
Izraelská armáda zveřejnila záběry pořízené z dronu, na kterých jsou vidět palestinští ozbrojenci pohybující se v logistickém centru agentury UNRWA a poblíž vozidel OSN v Rafáhu.
Úřad pro koordinaci humanitárních záležitostí (UNOCHA) ve své zprávě snížil počet ženských a dětských obětí na palestinské straně. Palestinské ministerstvo zdravotnictví, které je zdrojem informací UNOCHA pro počty zabitých koncem února 2023 připustilo, že vzhledem k chaotičnosti v Gaze jsou jeho údaje... kombinací přesného počtu zemřelých na základě dat z částečně funkčních nemocnic a odhadů z mediálních zpráv. Ministerstvo nemá ani přehled o tom, kolik z mrtvých jsou děti, ženy či bojovníci palestinských ozbrojených skupin a ani nerozlišuje zabité civilisty a bojovníky. OSN považuje osobu za dospělou až od 18 let, ale Hamás využívá i teenagery mladší 18 let. Mladiství ve věku 15 - 18 let nejsou dle OSN považováni za dětské bojovníky, ale zároveň jsou při smrti zahrnovány mezi dětské oběti. S rezervou jsou brány i údaje zveřejněné IOS, které mezi bojovníky počítá všechny muže zabité v bojových zónách
Podle UNRWA bylo z Rafáhu od 6 . května násilně vysídleno celkem 450 000 obyvatel.
Podle Reuters izraelské tanky postupují hlouběji do centra Rafahu. V současnosti by se měly nacházet ve čtvrtích Brzajl a Al Džnejna. Podle vyjádření IOS bylo několik ozbrojených buněk Hamásu zlikvidováno na gazské straně hraničního přechodu Rafah, další palestinští militanti byli zabiti ve východní části Rafahu při odpalování raket proti izraelským jednotkám.
Podle palestinského ministerstva zdravotnictví počet osob zabitých v Pásmu Gazy stoupl 35 173.
Podle IOS počet izraelských vojáků padlých v Pásmu Gazy stoupl na 273.

## Středa 15. května
Jakýkoliv poválečný plán na vládu v Pásmu Gazy, ve kterém nebude zahrnut Hamás je nepřijatelný, řekl vůdce Hamásu I. Haníja. Zároveň obvinil Izrael ze současné patové situace v jednání o příměří.
Těžké boje mezi Izraelci a Palestinci probíhaly nejen v Rafahu, ale i ve střední a severní části Pásma Gazy. Spojené státy varovaly Izrael, že zabředne do dlouholetých protipovstaleckých bojů, neboť Palestinci stále častěji využívají partyzánskou taktiku udeř a zmiz.
Izraelský ministr obrany J. Gallant v televizním projevu vzkázal premiéru Netanjahuovi, že nepodpoří izraelskou vojenskou či civilní správu Pásma Gazy. Netanjahu musí veřejně vyloučit myšlenku na pokračování izraelské vlády v Pásmu Gazy, řekl mimo jiné Gallant.
Podle palestinského ministerstva zdravotnictví počet osob zabitých v Pásmu Gazy stoupl 35 233.
Podle IOS počet izraelských vojáků padlých v Pásmu Gazy stoupl na 278.

## Čtvrtek 16. května
Při tzv. přátelské palbě zahynulo v Džabalíji 5 izraelských vojáků a dalších 7 bylo zraněno. Stalo se tak poté, co izraelský tank vystřelil dva granáty na objekt, ve kterém byli izraelští vojáci shromážděni. Podle údajů IOS bylo ve válce proti Hamásu dosud zabito střelbou do vlastních řad či při jiných nehodách 49 izraelských vojáků
Během rána dokončili američtí vojáci upevňování plovoucího mola na pláži v Pásmu Gazy. Podle OSN se očekává, že humanitární pomoc začne přes molo proudit do Pásma v nadcházejících dnech.
Podle palestinského ministerstva zdravotnictví počet osob zabitých v Pásmu Gazy stoupl 35 272.
Podle IOS počet izraelských vojáků padlých v Pásmu Gazy stoupl na 279.

## Pátek 17. května
První kamiony s humanitární pomocí dorazily do Pásma Gazy přes plovoucí molo vybudované americkou armádou. Cílem je podle CENTCOM dopravit do Pásma 500 tun pomoci denně.
Příslušníkům izraelské armády se podařilo nalézt a vyzvednout tělo izraelsko-německé občanky, která byla 7. října 2023 unesena příslušníky Hamásu do Pásma Gazy a tam zavražděna. Nalezena a vyzvednuta byla i těla dalších dvou rukojmí, Izaka Gelerenter a Amit Buskilové.
Podle palestinského ministerstva zdravotnictví počet osob zabitých v Pásmu Gazy stoupl 35 303.
Podle IOS počet izraelských vojáků padlých v Pásmu Gazy stoupl na 280.

## Sobota 18. května
Během více než 70 náletů v Rafahu byl, podle IOS zabit místní nejvýše postavený velitel Palestinského islámského džihádu. Další izraelské nálety se zaměřily, kromě palestinských ozbrojenců i na sklady zbraní, infrastruktura a budovy patřící palestinským militantním organizacím.
Během dne zaútočily izraelské jednotky do prostoru palestinského uprchlického tábora v Džabalíji. Hamás, PID a Fatah uvedly, že... na izraelské jednotky útočily protitankovými raketami, minometnými granáty a výbušnými zařízeními umístěnými na přístupových komunikacích a zabily a zranily mnoho izraelských vojáků.
Podle palestinského ministerstva zdravotnictví počet osob zabitých v Pásmu Gazy stoupl 35 386.
Podle IOS počet izraelských vojáků padlých v Pásmu Gazy stoupl na 282.

## Neděle 19. května
Během dne se v Izraeli sešli poradce Bílého domu pro národní bezpečnost Jake Sullivan s izraelským premiérem Benjaminem Netanjahuem. Očekává se, že Sullivan bude na Netanjahua tlačit, aby Izrael upustil od totálního útoku na Rafah a nahradil ho cílenými leteckými údery. Stalo se tak v době, kdy izraelské pozemní jednotky postupují hlouběji do Rafahu a nové boje se rozhořely i v Džabalíji.
Podle IOS nalezli izraelští vojáci během bojů na severu Pásma Gazy továrnu na výrobu zbraní, raketomety a muniční sklady včetně útočných pušek, minometů a dronů.
Podle mluvčího Agentury civilní obrany v Gaze bylo při izraelském leteckém útoku na dům v uprchlickém táboře Al Nusejrat zabito 31 osob a dalších 20 osob bylo zraněno. Podle palestinské tiskové agentury Wafa jsou mezi zraněnými i děti.
Podle palestinského ministerstva zdravotnictví počet osob zabitých v Pásmu Gazy stoupl 35 456.
Podle IOS počet izraelských vojáků padlých v Pásmu Gazy stoupl na 283.

## Pondělí 20. května
Podle představitelů OSN během posledních dvou dnů nepřišla přes provizorní molo vybudované v Pásmu Gazy americkou armádou žádná humanitární pomoc. Důvodem je rozebrání humanitární pomoci Palestinci již během cesty do skladu Světového potravinového programu v Deir El Balah v Gaze během soboty 18. května.
Podle tvrzení IOS opustilo Rafah 950 000 obyvatel, 300 až 400 tisíc jich v Rafahu nadále zůstává. Evakuovaní obyvatelé Gazy se nyní soustřeďují v oblasti al-Mawasi, kterou IOS vyčlenily jako tzv. humanitární zónu. Podle IOS je Rafah poslední velká bašta Hamásu, kde jsou dislokovány dva prapory jeho ozbrojenců a kde má Hamás velké zásoby raket.
Podle palestinského ministerstva zdravotnictví počet osob zabitých v Pásmu Gazy stoupl 35 562.

## Úterý 21. května
Cyril Ramaphosa, prezident Jihoafrické republiky, která podala před nedávnem žalobu na Izrael u Mezinárodního soudního dvora přivítal vydání zatykač na izraelského premiéra Benjamina Netanjahua, izraelského ministra obrany Jo´ava Gallanta a tři vůdce Hamásu kvůli údajným válečným zločinům. Izraelští vůdci a vůdci Hamásu obvinění z válečných zločinů odmítli.
Podle výpovědí, které získala BBC jsou zajatí Palestinci v izraelských vojenských nemocnicích často drženi na lůžku připoutaní a jsou nuceni nosit pleny. Podle dalšího tvrzení jsou některé léčebné procesy prováděny bez použití léků proti bolesti či jim je léčba odpírána. Někteří členové lékařského personálu nazvali omezovací prostředky dehumanizačními. Izraelská organizace Lékaři za lidská práva uvedla, že... izraelské civilní a vojenské věznice se staly "aparátem odplaty a pomsty" a že jsou porušována lidská práva vězňů, zejména jejich právo na zdraví. Podle šéfa izraelské lékařské etické komise Jossiho Walfische... všichni pacienti mají právo být ošetřeni bez pout, ale bezpečnost personálu má přednost před ostatními etickými ohledy. IOS zahájily budování vojenských nemocnic poté, co personál izraelských civilních nemocnic hromadně odmítal zadržené palestinské militanty ošetřovat.
Podle palestinského ministerstva zdravotnictví počet osob zabitých v Pásmu Gazy stoupl 35 647.

## Středa 22. května
Podle amerických zpravodajských informací bylo od 7. října 2023 zabito pouze 30-35% příslušníků Hamásu a funkčních zůstává 65% tunelů. V posledních měsících se Hamásu podařilo naverbovat tisíce nových členů.
Agentura OSN pro palestinské uprchlíky UNRWA pozastavila v Rafahu distribuci potravin. Důvodem je jejich nedostatek a bezpečnostní situace vzhledem k probíhající izraelské ofenzivě a útokům davů Palestinců na kolony s humanitární pomocí.
Podle obyvatel Rafahu postupují izraelské tanky podél hraničního plotu mezi Pásmem Gazy a Egyptem. Izraelský postup je veden jihozápadně kvůli vysoké intenzitě bojů a podle obyvatel izraelské jednotky postupují pod těžkou palbou. Podle informací IOS útočí jak pozemními jednotkami, tak leteckými.
Podle CNN změnili egyptští vyjednavači podmínky nového návrhu smlouvy o příměří po jeho odsouhlasení Izraelem a před předáním Hamásu. Podle zdrojů CNN je za změny zodpovědný zástupce šéfa egyptské rozvědky Ahmad Abdel Chálik.
Podle palestinského ministerstva zdravotnictví počet osob zabitých v Pásmu Gazy stoupl 35 709.
Podle IOS počet izraelských vojáků padlých v Pásmu Gazy stoupl na 286.

## Čtvrtek 23. května
Hamás podle svého tvrzení drží v zajetí od 7. října 2023 plukovníka izraelské armády Asafa Hamamiho. Podle tvrzení Izraele byl Hamami 7. října zabit a jeho tělo uneseno do Pásma Gazy. Hamás pro své tvrzení dosud nepředložil žádný důkaz.
Během svého postupu se ve východní části Rafahu příslušníkům izraelské brigády Givati podařilo na místním hřbitově zajistit raketomety a rakety patřící Hamásu. Zbraně byly uloženy na místě pro hrob.
Podle palestinského ministerstva zdravotnictví počet osob zabitých v Pásmu Gazy stoupl 35 800.

## Pátek 24. května
Mezinárodní soudní dvůr v Haagu nařídil Izraeli zastavit útok na Rafah. Soud tak podpořil žádost Jihoafrické republiky. Izrael odmítl obvinění z genocidy a uvedl, že operace je sebeobranná a namířená proti militantům Hamásu. Rozhodnutí soudu přivítaly Jihoafrická republika, Saúdská Arábie, Spojené arabské emiráty, Jordánsko či Turecko. Odmítavě se k rozhodnutí Mezinárodního soudního dvora postavil Izrael.
Příslušníkům izraelské armády se podařilo nalézt těla dalších tří rukojmí zabitých a unesených 7. října 2023 z Izraele do Pásma Gazy. Těla tří mužů byla nalezena v tunelu v Džabalíji, v Pásmu Gazy.
Podle palestinského ministerstva zdravotnictví počet osob zabitých v Pásmu Gazy stoupl 35 857.

## Sobota 25. května
Velká Británie kritizovala rozhodnutí Mezinárodního soudního dvora, kterým bylo Izraeli nařízeno zastavit vojenský útok na Rafah s tím, že toto rozhodnutí posílí Hamás.
Podle 4 soudců z 15 Mezinárodního soudního tribunálu klíčová klauzule v rozhodnutí soudu, nevyžaduje, aby Izrael okamžitě zastavil všechny vojenské operace v Rafahu, ale spíše aby konkrétně zastavil vojenské operace, které...by mohly způsobit fyzickou destrukci Palestinců zcela nebo částečnou.
Izraelské jednotky pokračují v boji v Rafahu, bez ohledu na rozhodnutí Mezinárodního soudního dvora. To izraelští představitelé interpretují jako nejednoznačné. Poradce premiéra Benjamina Netanjahua pro národní bezpečnost T. Hanegbi řekl, že... to, co po nás žádají, je, abychom v Rafahu nepáchali genocidu. Genocidu jsme nespáchali a genocidu páchat nebudeme. Dále řekl, že... podle mezinárodního práva máme právo se bránit.
Hamás uvítal rozhodnutí Mezinárodního soudního dvora, ale kritizoval rozhodnutí, kterým byla z nařízení vyjmuta zbývající část Pásma Gazy.
Podle palestinského ministerstva zdravotnictví počet osob zabitých v Pásmu Gazy stoupl 35 903.

## Neděle 26. května
Hamás podle svého prohlášení odpálil rakety na Tel Aviv. V prohlášení se uvádí, že se jedná o reakci na... sionistické masakry civilistů. Podle IOS se jednalo o osm projektilů, z nichž většina byla zachycena. Neexistují ani žádné zprávy o obětech.
IOS popřely tvrzení Hamásu, že se jim při výbuchu v jednom z tunelů podařilo zajmout izraelské vojáky. Hamás zveřejnil video, na kterém je osoba vlečená po zemi v tunelu. Její totožnost nebylo možné identifikovat, samotné video nebylo datované.
Izraelské jednotky podle vlastního prohlášení pokračovaly v operaci v centru Džabalíje, kde se jim podařilo ve školním komplexu zajistit komponenty k raketám a obsadit místní velitelství Hamásu a PID, kde zabavily zbraně a zpravodajský materiál. Podél koridoru Necarim pokračovaly boje mezi izraelskými jednotkami a palestinskými bojovníky. Izraelci v těchto místech čelili raketové palbě palestinských milicí. V Rafahu se izraelským jednotkám podařilo zajistit větší množství zbraní, včetně raket a výbušných náloží.
Podle palestinského ministerstva zdravotnictví počet osob zabitých v Pásmu Gazy stoupl 35 984.
Podle IOS počet izraelských vojáků padlých v Pásmu Gazy stoupl na 288.

## Pondělí 27. května
45 osob bylo zabito a asi 60 zraněno při izraelském leteckém útoku na Rafah. Útok byl zaměřen na dva vysoké velitele Hamásu, střely ale zasáhly i čtvrť v západním Rafahu, ve které se ukrývali tisíce lidí. Izraelský útok a následný masakr odsoudila řada zemí a mezinárodních organizací, včetně OSN či EU. Izrael připustil, že se jedná o velmi vážný incident, který bude v plném rozsahu vyšetřen.
Během přestřelky mezi izraelskými a egyptskými vojáky na hraničním přechodu Rafah zahynul 1 egyptský voják. Podle tvrzení izraelských vojáků, kteří se přestřelky zúčastnili, zahájil střelbu egyptský voják. Celou událost vyšetřují jak izraelské, tak egyptské úřady. Obě strany jsou, podle Izraele v kontaktu.
Podle IOS bojují izraelské jednotky v Džabalíji proti 3 praporům Hamásu. Jako mylný se tak ukázal původní předpoklad, že síly Hamásu jsou v Džabalíji redukovány na má sílu 1 praporu. Podle ISW je důvodem stažení izraelských sil ze severu Pásma Gazy v prosinci 2023, které Hamás využil k infiltraci svých bojovníků do tohoto prostoru. Podle náčelníka generálního štábu IOS je likvidace jednotek Hamásu sisyfofským úkolem, pokud izraelská politická reprezentace jasně nedefinuje konečný stav.
Izraelská vláda zamítla odvolání proti návrhu zákona, kterým by se snížila věková hranice osvobození od vojenské služby pro muže z ultraortodoxní židovské komunity z 26 let na 21 let. Navrhovatelé zákona předpokládají, že by se tím zvýšil počet rekrutů z této komunity. Ultraortodoxní komunita má v Izraeli výjimku ze služby v armádě. Její příslušníci věří, že studium Tóry pomáhá chránit židovský národ a Izrael, a obávají se, že služba v armádě by oslabila dodržování jejich přísného způsobu života. Většinovou izraelskou společností je to naopak vnímáno jako vyhýbání se odvodu do armády.
Podle palestinského ministerstva zdravotnictví počet osob zabitých v Pásmu Gazy stoupl 36 050.

## Úterý 28. května
Podle videa se zachyceným rozhovorem dvou Palestinců za zničením části stanového městečka a smrtí 45 lidí stojí výbuch automobilu naplněného raketami a umístěným mezi stany s uprchlíky. Vozidlo podle všeho zasáhla jedna z izraelských střel. Cílem izraelského útoku byli dva velitelé Hamásu Jassin Rabiu a Chalíd Najjara, kteří byli mezi mrtvými.
Podle Agentury OSN pro uprchlíky (UNRWA) za poslední tři týdny opustilo Rafah asi milion osob. IOS nařídila obyvatelům Rafahu, aby se přesunuli do 20 km vzdálené humanitární zóny.
Podle irského ministra zahraničí Micheála Martina vedl s dalšími evropskými ministry zahraničí rozhovory o možnosti uvalení sankcí na Izrael, pokud se nepodřídí rozhodnutí Mezinárodního soudního dvora. To podle jedno z výkladů nařizuje Izraeli zastavení vojenských operací v Rafahu. Izrael naproti tomu tvrdí, že výrok soudu nepožaduje ukončení operace v Rafahu.
Izraelské jednotky v Rafahu dále postupovaly západním směrem podél Filadelfského koridoru, což je hranice mezi Pásmem Gazy a Egyptem. Podle palestinských zdrojů se tak izraelské jednotky dostaly do západního Rafahu, do čtvrtí Tel Zaroub a Tel al Sultán. Silné boje probíhaly v západním Rafahu, izraelské jednotky byly napadány palestinskými milicemi i v jižní a centrální části Rafahu. Raketovou a minometnou palbou byli Izraelci napadáni i podél Filadelfského koridoru. IOS podle vlastního tvrzení nalezly více než 10 tunelů vedoucích do Egypta a zahájily jejich ničení.
Podle palestinského ministerstva zdravotnictví počet osob zabitých v Pásmu Gazy stoupl 36 096.
Podle IOS počet izraelských vojáků padlých v Pásmu Gazy stoupl na 291.

## Středa 29. května
Podle poradce izraelského premiéra pro národní bezpečnost T. Hanegbiho potrvá nynější válka dalších sedm měsíců, aby bylo možné zničit vojenské schopnosti Hamásu a PID. Jením z cílů je uzavření hranice mezi Pásmem Gazy a Egyptem, kde podle Hanegbiho probíhalo 17 let intenzivní pašování zbraní do Pásma.
Podle amerického ministra zahraničí A. Blinkena potřebuje Izrael plán na poválečné uspořádání v Pásmu Gazy co nejdříve.
Podle novinářů z AFP izraelské jednotky během rána pokračovaly v útocích v Rafahu. Podle palestinských zdrojů pronikly izraelské tanky do centra města. Stalo se tak den po izraelském útoku na uprchlický tábor, při kterém zahynulo 21 lidí a dva dny poté, co izraelské rakety zasáhly uprchlický tábor v Al Sultán a zabily 45 lidí. Podle lidskoprávních organizací IOS zaútočily na oblast, kterou samy před tím označily za bezpečnou zónu. Antonio Guterrés, šéf OSN řekl, že... tato hrůza musí skončit. Podle IOS nebyl útok veden na bezpečnou zónu a izraelské zbraně nemohly způsobit zkázu v takovém rozsahu. IOS dále uvedly, že rozsáhlý požár způsobily sekundární výbuchy palestinské munice uskladněné v uprchlickém táboře.
Podle izraelské armády sloužil tzv. Filadelfský koridor, což je hranice mezi Pásmem Gazy a Egyptem jako jako důležitá cesta, kterou Hamás pašoval zbraně do Gazy. Pár desítek metrů od hraničního plotu byly umístěny odpalovací rampy, které Hamás používal k raketovým útokům proti Izraeli. Blízkost Egypta zaručovala, že na tato místa Izrael nezaútočí.
Podle palestinského ministerstva zdravotnictví počet osob zabitých v Pásmu Gazy stoupl 36 171.
Podle IOS počet izraelských vojáků padlých v Pásmu Gazy stoupl na 292.

## Čtvrtek 30. května
IOS oznámily, že získaly kontrolu na celou hranicí mezi Pásmem Gazy a Egyptem. Zároveň oznámily nalezení 20 funkčních tunelů propojujících Pásmo Gazy a Egypt. Jedná se o zbytek z více než 1200 tunelů, které se Egyptu za poslední desítky let nepodařilo zničit. Egypt existenci tunelů popřel s tím, že... Izrael se snaží ospravedlnit svou vojenskou operaci v Rafahu.
Podle palestinského ministerstva zdravotnictví počet osob zabitých v Pásmu Gazy stoupl 33 224.
Podle IOS počet izraelských vojáků padlých v Pásmu Gazy stoupl na 294.

## Pátek 31. května
Podle Šin bet bylo v Pásmu Gazy izraelskou armádou zabito 18 příslušníků Hamásu zodpovědných za útoky proti Izraeli na Západním břehu Jordánu, dalších 9 příslušníků této skupiny bylo izraelskými vojáky zajato. Během útoku údajně zahynuly desítky civilistů při sekundárních výbuších.
Podle tvrzení IOS izraelské jednotky pronikly do centra Rafahu. Podle tvrzení IOS bylo v Rafahu dosud zabito asi 300 palestinských militantů. Z Rafahu zároveň stále prchají civilisté.
Podle palestinského ministerstva zdravotnictví počet osob zabitých v Pásmu Gazy stoupl 36 284.